# Hans Peter Fischer (Architekt)

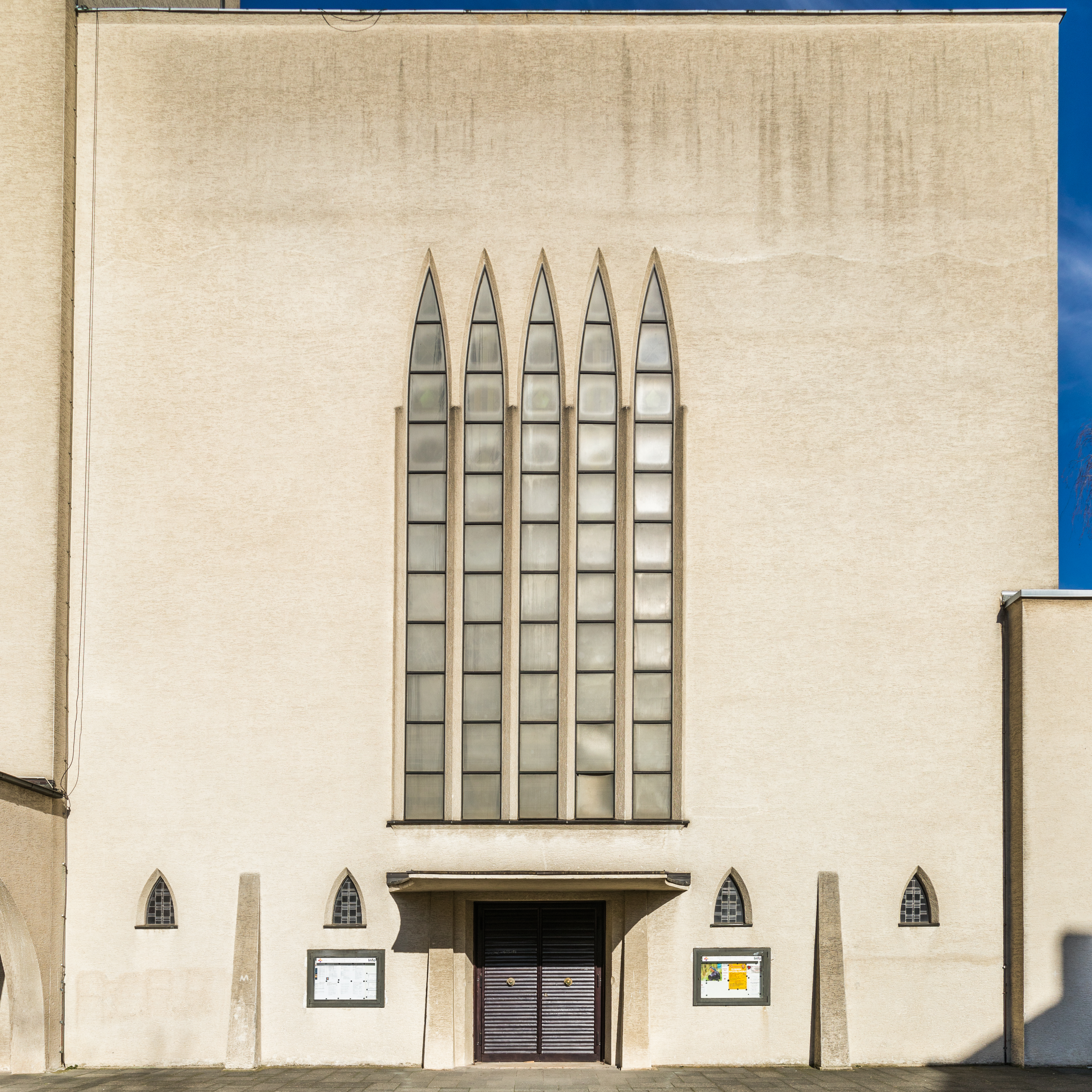
St. Dreikönigen, Köln-Bickendorf

Hans Peter Fischer (* 8. Juni 1885 in  Mönchengladbach-Mitte; † 22. November 1968 in Köln) war ein deutscher Architekt aus Köln, der vor allem auf dem Gebiet des katholischen Sakralbaus hervortrat. Er gehörte zu den Kirchenarchitekten der 1930er Jahre aus dem Umfeld der Kölner Werkschulen und des angeschlossenen Instituts für religiöse Kunst und war ein Vertreter des Neuen Bauens.
Zwischen den 1920er und den 1950er Jahren plante er zahlreiche Kirchenbauten mit Schwerpunkt in den  Bistümern Köln und Aachen.

## Bauten
- 1928–1929: Kirche St. Dreikönigen in Köln-Bickendorf[1]
- 1929: Kirche St. Nikolaus in Düren-Rölsdorf
- 1932: Kirche St. Barbara in Kall-Krekel
- 1932: Heilig-Geist-Kirche in Wegeberg-Tüschenbroich
- 1933: Kirche St. Lucia in Simmerath-Eicherscheid
- 1934–1935: Kirche St. Martin in Rheinbach-Wormersdorf
- 1934–1936: Kirche St. Konrad in Köln-Vogelsang
- 1936–1937: Kirche St. Peter und Paul in Troisdorf-Eschmar
- 1938: Kirche St. Antonius in Düren (abgerissen)
- 1949: Wiederaufbau der Marienkirche in Düren
- 1951–1952: Kirche St. Augustinus in Bonn-Bad Godesberg[2]
- 1952: Kirche St. Elisabeth in Köln-Pesch (ab 1981 Pfarrsaal)[3]